# Щедринский, Михаил Ефимович
Михаил Ефимович Щедринский (род. 3 июня 1963, Ленинград) — российский сценарист, режиссёр, продюсер.

## Биография
Родился в Ленинграде. Учился в школах № 213 и 316.
В 1985 году окончил Ленинградский финансово-экономический институт (ЛФЭИ) по специальности «экономист-математик».
С 1987 года начал участвовать в КВН. В 1989 году играл в команде ЛГПИ.
С 1991 по 1993 год — в составе команды ЛФЭИ, был её капитаном.
В 1995—1996 годах — художественный руководитель команды СПбУЭФ. Член трех сборных команд СНГ. Играл в одной команде с Дмитрием Хрусталевым и Михаилом Щацем.
Принимал участие в документальном фильме «КВН: свидетельство о рождении», являлся главным редактором КВН-газеты в телевизионном творческом объединении «АМиК», работал на Первом канале.
В 1998 году окончил Высшие курсы сценаристов и режиссёров (мастер А. Митта). Автор более 70 кинематографических и телевизионных проектов.
В настоящее время проживает в Москве.

## Фильмография

### Сценарные работы
- 1996 — КВН — 35 лет (документальный)
- 1998 — Место кризиса изменить нельзя (минисериал)
- 1999 — Простые истины (сериал)
- 2000 — Капитан Правда (сериал)
- 2003 — Мухтар (сериал)
- 2004 — Грехи отцов (сериал)
- 2004 — Моя прекрасная няня (сериал)
- 2005 — Телевизионный журнал «Фитиль»
- 2005 — Адъютанты любви
- 2006 — Первый скорый (новогодний музыкальный фильм)
- 2006 — Футбол. Вторая половина (Украина, документальный)
- 2007 — Первый дома (новогодний музыкальный фильм)
- 2007 — Своя команда (сериал)
- 2008 — Новогодняя ночь на Первом (новогодний музыкальный фильм)
- 2008 — Красота требует  (музыкальный фильм)
- 2010 — Адвокатессы (сериал)
- 2012 — Грач (сериал)
- 2013 — Суббота. Вечер. Шоу
- 2013 — Берега моей мечты (сериал)
- 2013 — Шаман (сериал)
- 2013 — Смерч-2 (сериал)
- 2015 — Миллионы в сети (сериал)
- 2019 — Балабол-3 (сериал)
- 2020 — По ту сторону смерти (сериал)
- 2023 — Красная Шамбала (сериал)
- 2024 — Роман Костомаров: Рождённый дважды (документальный п/м фильм)
- 2024 — Роман Костомаров: Рождённый дважды (документальный мини-сериал)

### Режиссёрские работы
- 1998 — Место кризиса изменить нельзя
- 1998 — 33 квадратных метра
- 2005 — Телевизионный журнал «Фитиль»
- 2006 — Футбол. Вторая половина (Украина, документальный, Лауреат конкурса спортивного кино)
- 2016 — Футбол Слуцкого периода (документальный)
- 2021 — Улицы героев. Наташа Кучеевская (документальный)
- 2024 — Роман Костомаров: Рождённый дважды (документальный п/м фильм)
- 2024 — Роман Костомаров: Рождённый дважды (документальный мини-сериал)

### Продюсерские работы
- 2015 — Миллионы в сети
- 2016 — Иппон — чистая победа (документальный)
- 2016 — Футбол Слуцкого периода (документальный)
- 2017 — Хоккейному «Спартаку» — 70 (документальный)

## Призы и награды
- Лауреат XI Международного фестиваля журналистики «Вера. Надежда. Любовь» (за фильм «Вторая половина»)
- Лауреат III национального телекинофорума «Родные тропы» (за фильм «Футбол Слуцкого периода»)